# 沈顥
沈颢（1971年3月—），男，浙江平湖人，中华人民共和国传媒工作者。1992年从北京大学中文系毕业，进入南方报业。曾任南方报业传媒集团21世纪报系执行总编辑、《21世纪经济报道》发行人，21世纪传媒股份有限公司总裁等职务。先后发表过《总有一种力量让我们泪流满面》（《南方周末》1999年新年献词）、《瞧 那些新闻圣徒》。2015年12月24日，因敲诈勒索罪、强迫交易罪、职务侵占罪，被上海市浦东新区人民法院判处有期徒刑四年，并处罚金人民币六万元。

## 生平
1992年，北京大学中文系毕业，进入南方日报。后担任《南方周末》报社新闻部主任，编委。
1999年6月至2000年10月，担任《城市画报》社执行副主编,主持画报的日常运作。后担任《21世纪经济报道》报社主编。
2004年12月21日，在《21世纪经济报道》年会上以“21世纪报系发行人”身份致辞。
2007年12月8日，在“第四届中国最佳企业公民评选”会议上以“21世纪报系执行总编辑”身份致辞。
2008年，任21世纪传媒股份有限公司总裁，后兼任21世纪报系党委书记。
2011年12月6日，在“21世纪GNH国民幸福论坛”上致辞。
2011年12月30日，在“2011社会创新国际论坛”上致辞。
2014年2月8日，撰文《一封来信，命运下降通道中的上升舞曲》。
2014年9月，被上海市公安局带离调查，后在采访中承认收取企业的“保护费”。
2014年11月，被上海市人民检察院第一分院批捕。
2015年2月28日，被公安机关移送检察机关起诉。
2015年8月20日，因涉嫌敲诈勒索、强迫交易等罪，由上海市浦东新区人民检察院向浦东新区人民法院提起公诉。
2015年12月，因敲诈勒索罪、强迫交易罪、职务侵占罪，具有自首、立功情节，数罪并罚，判处有期徒刑四年，并处罚金人民币六万元。新华社就此案发表《新华时评：手握公器要心存戒尺》和《“偶像”的沉沦——二十一世纪传媒公司及原总裁沈颢罪案启示录》等文章。

## 注解
1. ↑  「颢」，拼音：，注音：，粤拼：，音同「号」